# Grete Jenny
Grete Jenny (eigentlich Margarethe Friederike Jenny, verheiratete Bosnyak; * 27. Februar 1930 in Kapfenberg; † 25. November 2015 in Bruck an der Mur) war eine österreichische Sprinterin und Hürdenläuferin.
Bei den Olympischen Spielen 1948 in London wurde sie Sechste in der 4-mal-100-Meter-Staffel. 1954 schied sie bei den Leichtathletik-Europameisterschaften in Bern über 200 m und über 80 m Hürden jeweils im Vorlauf aus.
Einmal wurde sie Österreichische Meisterin über 100 m (1949) und dreimal über 200 m (1949, 1951, 1960). Ihre persönliche Bestzeit über 100 m von 12,3 s stellte sie 1948 auf.